# Hans Hulshorst
Hans Hulshorst, var en svensk militär och ämbetsman.

## Biografi
Hans Hulshorst var 14 oktober 1630 kapten för ett kompani tyska knektar och blev 1640 överstelöjtnant. Han adlades 17 augusti 1646 till Hulshorst och blev 30 augusti 1646 slottshauptman på Visborgs slott, Gotland. Ätten Hulshorst introducerades 1647 i Sveriges Riddarhus och Hulshorst blev 15 augusti 1651 landshövding i Koporje, Jama och Ivangorods län.
Hulshorst ägde gårdarna Hültzenbrunn (Grevitz) i Ingermanland och Jasterbinschi pogost.

### Familj
Hulshorst gifte sig första gången med Anna Björnram till Hessleby. Hon var dotter av ståthållaren Nils Björnram och Christina Böckler. De fick tillsammans barnen korpralen Erik Johan Hulshorst (död 1667) vid ingermanländska adelsfanan och Elisabet Hulshorst som var gift med löjtnanten Brix von Buscho.
Hulshorst gifte sig andra gången 19 september 1647 med Anna Bure (1624–1690). Hon var dotter till vice presidenten Olof Bure och Elisabet Bagge af Boo. Efter Hulshorst gifte Anna Bure om sig med generalmajoren Henrik Rehbinder.